# 2780 Monnig
2780 Monnig eller 1981 DO2 är en asteroid i huvudbältet som upptäcktes den 28 februari 1981 av den amerikanska astronomen Schelte J. Bus vid Siding Spring-observatoriet. Den är uppkallad efter Oscar E. Monnig.
Asteroiden har en diameter på ungefär 4 kilometer och den tillhör asteroidgruppen Flora.